# Débora Heller
Débora Heller é uma dentista, cientista e professora adjunta I de Odontologia na Universidade Cruzeiro do Sul , ela é professora da Faculdade de Odontologia da UT Health San Antonio , nos Estados Unidos .

## Biografia
Débora Heller é uma renomada pesquisadora e líder acadêmica na área de saliva, com uma carreira internacional .
Heller obteve seu doutorado (PhD) em Biologia Oral na Boston University, nos Estados Unidos , com uma tese intitulada "Characterization of the Incipient Stages of Dental Integuments with Respect to Proteins and Microorganisms" . Sua trajetória acadêmica inclui ainda um mestrado em Odontologia (Periodontia) pela Universidade Federal do Rio de Janeiro. Ela também concluiu a graduação em Odontologia na Universidade Federal do Rio Grande do Sul.
Atualmente, ela lidera o Saliva Lab, um laboratório de pesquisa em São Paulo, Brasil, onde realiza estudos avançados em áreas como a identificação de biomarcadores salivares para doenças como câncer de mama e o desenvolvimento de novas abordagens diagnósticas utilizando saliva.
Ao longo de sua carreira, Débora desempenhou papéis importantes em organizações de pesquisa odontológica, sendo Presidente-eleita do Grupo de Pesquisa Salivar (SRG) da Associação Internacional de Pesquisa Odontológica (IADR) desde 2022.
A Dra. Débora Heller também é professora visitante na School of Dentistry da UT Health San Antonio.

## Carreira Acadêmica e Pesquisa
Débora Heller é líder do Saliva Lab, um laboratório de pesquisa em saliva localizado em São Paulo, Brasil, onde realiza estudos sobre biomarcadores salivares para diversas doenças, incluindo câncer de mama e doenças sistêmicas . Seu trabalho inclui o desenvolvimento de métodos diagnósticos inovadores, como o uso da saliva para análise de desempenho em atletas e identificação de marcadores genéticos para o envelhecimento saudável .
Ela é Presidente-eleita do Grupo de Pesquisa Salivar (SRG) da Associação Internacional de Pesquisa Odontológica (IADR) e faz parte do Comitê de Informação Científica da mesma instituição . Sua atuação acadêmica inclui colaborações com o Instituto Israelita de Ensino e Pesquisa Albert Einstein, a Universidade de Brasília e a Universidade de La Rioja, na Espanha .

## Prêmios e Reconhecimentos
Débora Heller foi premiada com o IADR Salivary Research Award em 2020 por suas contribuições à pesquisa em saliva  e recebeu o prêmio de Destaque Gaúcho em Odontologia pelo Conselho Regional de Odontologia do Rio Grande do Sul (CRO/RS) em 2017 .